# Liste des évêques de Sarh
Pour un article plus général, voir Diocèse de Sarh.
La liste des évêques de Sarh recense les noms des évêques qui se sont succédé sur le siège apostolique de Sarh au Tchad, depuis la création du diocèse de Fort-Archambault le 22 décembre 1961 par détachement de celui de Fort-Lamy (ancien nom de N'Djaména). Il change de nom le 22 août 1972 pour devenir le diocèse de Sarh (Dioecesis Sarhensis). 

## Sont évêques
- 22 décembre 1961-7 mars 1987 : Henri Véniat, SJ, évêque de Fort-Archambault, puis de Sarh (1972).
- 7 mars 1987-11 juin 1990 : Matthias N'Gartéri Mayadi (nommé évêque de Moundou (1990), puis archevêque de N'Djaména (2003).)
- 11 octobre 1991-20 août 2016 : Edmond Djitangar (nommé archevêque de N'Djaména)
- depuis le 10 octobre 2018 : Miguel Angel Sebastián Martínez, MCCI

## Sources
- (en) Fiche du diocèse sur catholic-hierarchy.org